# 29 de septiembre
El 29 de septiembre es el 272.º (ducentésimo septuagésimo segundo) día del año en el calendario gregoriano y el 273.º en los años bisiestos. Quedan 93 días para finalizar el año.

## Acontecimientos
- 522 a. C.: Darío el Grande asciende al trono del Imperio Persa Aqueménida.[1]
- 480 a. C.: en la isla griega de Salamina se libra la batalla de Salamina.
- 61 a. C.: el general romano Pompeyo celebra su tercer triunfo en su 45.º cumpleaños después de derrotar a los piratas del Este y conmemorando nuevamente su victoria en las Guerras mitridáticas de hace dos años.
- 642: en el noreste de África, Amr ibn al-As conquista la provincia romana de Egipto, terminando con 1000 años de dominación grecorromana e iniciando un nuevo período de dominación extranjera ―que durará hasta la proclamación de la República de Egipto (1953-1958)―.
- 1496: termina la conquista de Tenerife, y la de Canarias, por parte de los castellanos.
- 1531: en la provincia de Sinaloa (México) conquistadores españoles fundan la villa de San Miguel de Culiacán (hoy Culiacán Rosales).
- 1538: encima de la antigua aldea charca de Chuquisaca (en la actual Bolivia), el conquistador Pedro Anzúrez de Camporredondo funda la Villa de La Plata de la Nueva Toledo, que más tarde se llamará Sucre (actual capital administrativa de Bolivia).
- 1551: en el departamento de Cundinamarca (Colombia), Alonso de Olalla y Hernando de Alcocer fundan la Villeta de San Miguel, municipio colombiano conocido hoy como Villeta.
- 1578: en Centroamérica, los españoles fundan la aldea de Real de Minas de San Miguel de Tegucigalpa, siendo, junto a Comayagüela, la actual capital de Honduras.
- 1597: 2 km al sur de la villa de San Luis Potosí (407 km al noroeste de la Ciudad de México), los españoles fundan la aldea de San Miguelito.
- 1620: en la actual Venezuela, Francisco de la Hoz Berrio y Oruña funda la aldea de San Miguel de Acarigua (actual Acarigua).
- 1717: se produce el Terremoto de San Miguel, que destruyó parcialmente la ciudad de Santiago de los Caballeros (hoy Antigua Guatemala, que en esa época era la capital del Reino de Guatemala).
- 1820: en el noreste de la actual Argentina, el caudillo Francisco Ramírez funda la República de Entre Ríos.
- 1821: en la actual Venezuela, el general Simón Bolívar y su ejército realiza una entrada triunfal en su natal Caracas, luego de la heroica hazaña en Carabobo.
- 1833: en España empieza el reinado de la reina Isabel II de España.
- 1858: en el estado de Jalisco (México) se libra la batalla de Ahualulco.
- 1864: España y Portugal firman el Tratado de Lisboa por el que se establecen los actuales lindes entre ambos países.
- 1864: en Valladolid (España) se inaugura el Teatro Calderón.
- 1871: en Brasil, los benedictinos se convierten en la primera orden religiosa que libera a sus esclavos en ese país.
- 1872: en La Habana (Cuba) se inaugura el Cementerio de Colón.
- 1877: se separan las tropas mambisas de Holguín en Cuba, del Gobierno en Armas y forman un cantón independiente.
- 1893: en la isla El Espinillo (a un kilómetro frente a la ciudad de Rosario, sobre el río Paraná), se libra el combate naval de El Espinillo entre fuerzas leales al Gobierno y sublevados de la Revolución radical de 1893.
- 1906: en Cuba, miles de soldados estadounidenses ―amparados por la enmienda Platt― invaden la isla por segunda vez. Comienza un período de 2 años y 4 meses sin Gobierno legal: William Taft y Charles Magoon fungen como gobernadores provisionales.

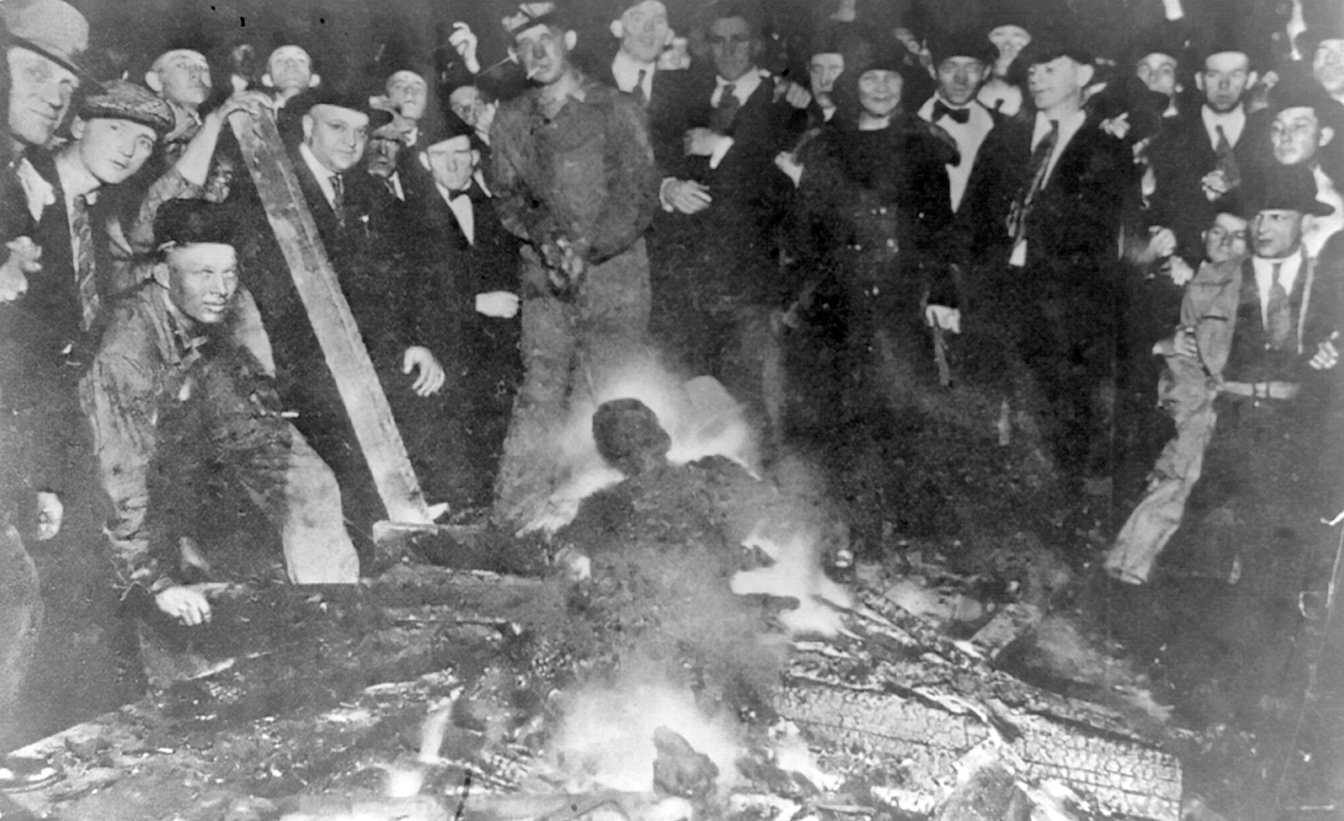
El obrero afroestadounidense Will Brown es asesinado por racistas estadounidenses blancos en el marco de los disturbios raciales de Ómaha (1919).

- 1919: en Omaha (Estados Unidos) ―en el marco del racismo en los Estados Unidos que terminará recién en 1965― termina el segundo y último día de los disturbios raciales de Omaha de 1919.
- 1919: en la provincia de Misiones (Argentina) se funda la villa de Eldorado.
- 1923: en Damasco (Siria) comienza de manera oficial el mandato francés de Siria y el Líbano.
- 1923: en Jerusalén (Palestina) comienza de manera oficial el mandato británico de Palestina.
- 1924: el astrónomo Karl Wilhelm Reinmuth descubre el asteroide Amata (1035).
- 1932: Paraguay y Bolivia ―en el marco de la guerra del Chaco (1932‑1935)― concluyen la batalla de Boquerón, a pesar de la destacada resistencia de unos 819 soldados bolivianos (que sufrieron 150 bajas), resultaron derrotados por 12 500 paraguayos (que sufrieron más de 5000 bajas).
- 1933: en La Habana, la policía reprime una manifestación popular, y asesina a Paquito González (Francisco González Cueto), líder de la Organización Pioneril de Cuba.
- 1936: en Madrid ―en el marco de la Guerra Civil Española (1936‑1939)― la Junta de Defensa Nacional nombra a Francisco Franco jefe de Estado y «generalísimo» de los ejércitos del bando Nacional.
- 1944: en la Unión Soviética ―en el marco de la Segunda Guerra Mundial (1939‑1945)― el Ejército Rojo lanza la Operación Moonsund que permite liberar el archipiélago Moonsund, situado al noroeste de Estonia.
- 1950: la Resolución 87 del Consejo de Seguridad de las Naciones Unidas es adoptada.
- 1954: en Suiza, doce países europeos fundan el CERN (Centro Europeo para la Investigación Nuclear).
- 1957: en la planta nuclear de Mayak, a 150 km al noroeste de la ciudad de Cheliábinsk (Rusia) sucede una explosión que dejará un saldo de 470 000 personas expuestas a la radiación y 200 civiles muertos por cáncer. Es el tercer accidente nuclear más grave de la Historia, después de Chernóbil (Ucrania, 1986) y Fukushima (Japón, 2011).
- 1958: en el Área 7B del Sitio de pruebas de Nevada, el gobierno de Estados Unidos detona desde un globo aerostático su bomba atómica Mora, de 2 kilotones (En comparación, la bomba de Hiroshima fue de 13 kilotones). Es la bomba n.º 167 de las 1132 que Estados Unidos hizo explotar entre 1945 y 1992.
- 1960: en el pueblo cubano de Los Cacaos (provincia de Guantánamo), la banda de Ramón y Beto Ortega ―en el marco de los ataques terroristas organizados por la CIA estadounidense― asesinan a Juan Guzmán Argüelles, administrador de la tienda del pueblo. Además asaltan las tiendas de Los Mulos e Imías y saquean sus mercancías.[2]
- 1962: Canadá lanza su satélite Alouette 1.
- 1963: cerca de Caracas es asaltado el tren El Encanto, acción revolucionaria en la que se aseguraba que había participado el entonces diputado del PCV (Partido Comunista de Venezuela), Teodoro Petkoff.
- 1964: en Argentina, la revista Primera Plana comienza a publicar una nueva tira cómica del humorista y dibujante Quino: Mafalda.
- 1965: en Paraguay se inaugura la primera estación de televisión del país: Canal 9 TV Cerro Corá (hoy SNT).
- 1968: el mexicano Pedro Rodríguez de la Vega gana las 24 Horas de Le Mans junto con su compañero Lucien Bianchi.
- 1971: a 379 metros bajo tierra, en el área U3hg del Sitio de pruebas atómicas de Nevada (a unos 100 km al noroeste de la ciudad de Las Vegas), a las 6:00 a. m. (hora local) Estados Unidos detona su bomba atómica Pedernal, de 4 kilotones. Media hora después, a las 6:30 detona la bomba Chantilly, a 331 m bajo tierra. Son las bombas n.º 741 y 742 de las 1132 que Estados Unidos detonó entre 1945 y 1992.
- 1975: en Barcelona (España), la organización terrorista GRAPO (Grupos de Resistencia Antifascista Primero de Octubre) asesina a un miembro de la Policía Armada.
- 1975: Steve Wozniak logró por primera vez mostrar directamente por pantalla lo que se escribía con el teclado. Nacía el Apple I.
- 1980: en Paraguay, Canal 9 - TV Cerro Korá deja de transmitir en blanco y negro, tras varios meses de pruebas en color.
- 1981: en el local parisino Le Rose Bombón, el grupo Indochine actúa por primera vez. Después de actuar, firman un contrato con la empresa discográfica Clémence Melody.
- 1982: a 563 m bajo tierra, en el Área U7br del Sitio de pruebas atómicas de Nevada (a unos 100 km al noroeste de la ciudad de Las Vegas), a las 5:30 (hora local) Estados Unidos detona su bomba atómica Borrego, de 1 kilotón. Es la bomba n.º 983 de las 1132 que Estados Unidos detonó entre 1945 y 1992.
- 1986: en Huesca (España) se hace público el rechazo y la no ejecución del proyecto de embalse Lorenzo Pardo, el cual inundaba Campo (Huesca) y pueblos de alrededores.
- 1988: la selección de Vóley de Perú cae por un 3-2 ante la selección de Vóley de la URSS en la final del volleyball en los juegos Olímpicos de Seúl 1988
- 1997: la banda de rock británica The Verve lanza Urban Hymns, su tercer álbum de estudio que logró vender millones de copias gracias a éxitos del álbum como «Bitter Sweet Symphony», «The Drugs Don't Work», «Lucky Man» y «Sonnet».
- 1998: el cantante puertorriqueño Chayanne publica el sencillo «Como tú» de su 8.º álbum "Atado a tu amor" es el más exitoso en la carrera del cantante puertorriqueño-estadounidense debido a sus ventas, con este disco llegó a cumplir uno de sus sueños, llegar a otro continente, como lo fue Europa.
- 1998: la cantante colombiana Shakira lanza su álbum ¿Dónde están los ladrones?, logrando importantes ventas en Estados Unidos.
- 1999: en México Rosario Robles es designada Jefa de Gobierno del Distrito Federal en sustitución de Cuauhtémoc Cárdenas Solórzano.
- 2002: en Busan (Corea del Sur) comienzan los XIV Juegos Asiáticos.[3]
- 2003: el aventurero británico David Hempleman-Adams (47) se convierte en la primera persona que cruza el océano Atlántico en un globo rozier (inventado en 1784 por Jean-François Pilâtre de Rozier).
- 2006: en Brasil, el Vuelo 1907 de Gol colisiona con una aeronave privada Legacy 600
- 2009: Samoa es afectada por un terremoto de magnitud 8,4 y provoca un tsunami que deja unos 192 muertos y 400 heridos.
- 2010: en España tiene lugar una jornada de huelga general convocada por las dos principales centrales sindicales, Comisiones Obreras y Unión General de Trabajadores.[4][5]
- 2011: en el Cosmódromo de Baikonur (Kazajistán), Rusia lanza el satélite mexicano QuetzSat 1 mediante los International Launch Services (‘servicios internacionales de lanzamiento’).
- 2019: en Argentina se establece el 29 de septiembre como "Día de la Concientización sobre las Pérdidas y Desperdicio de Alimentos", por Resolución 44/2019 del Ministerio de Agricultura, Ganadería y Pesca.
- 2024: cerca de la ciudad de Vichada (Colombia) cae un helicóptero Bell Huey II de la Fuerza Aérea Colombiana cuando realizaba una misión humanitaria: fallecen sus ocho ocupantes.
- 2024: cerca de la villa colombiana de San Francisco (departamento de Antioquia), hombres de la policía colombiana matan al exmilitar y criminal Juan Carlos Rodríguez Agudelo, alias Zeus, junto con varios miembros del Clan del Golfo.
- 2024: la gravedad del planeta Tierra captura temporalmente al asteroide 2024 PT5, de 11 metros de diámetro, descubierto hace un mes y medio, y lo convierte en lo que se conoce como una «miniluna» durante un período de 57 días entre el 29 de septiembre y el 25 de noviembre de 2024.[6]

## Nacimientos
- 106 a. C.: Pompeyo, militar y cónsul romano (f. 48 a. C.).
- 795: Lotario I, rey de Italia y emperador de Occidente entre 843 y 855 (f. 855).
- 1328: Juana de Kent, noble inglesa, hija de Edmundo de Woodstock (f. 1385).
- 1511: Miguel Servet, teólogo y científico español (f. 1553).
- 1518: Tintoretto (Jacopo Comin), pintor veneciano (f. 1518).
- 1535: Luis de Molina, sacerdote, teólogo y jurista español (f. 1600).
- 1538: Joan Terès i Borrull, obispo catalán, virrey de Cataluña (f. 1603).
- 1547: Miguel de Cervantes Saavedra, escritor español, autor de Don Quijote de la Mancha (f. 1616).
- 1571: Michelangelo da Caravaggio, pintor barroco italiano (f. 1610).
- 1703: François Boucher, pintor francés (f. 1770).
- 1758: Horatio Nelson, marino militar británico (f. 1805).
- 1772: Miguel Larreynaga, jurisconsulto nicaragüense, prócer de la independencia centroamericana (f. 1847).

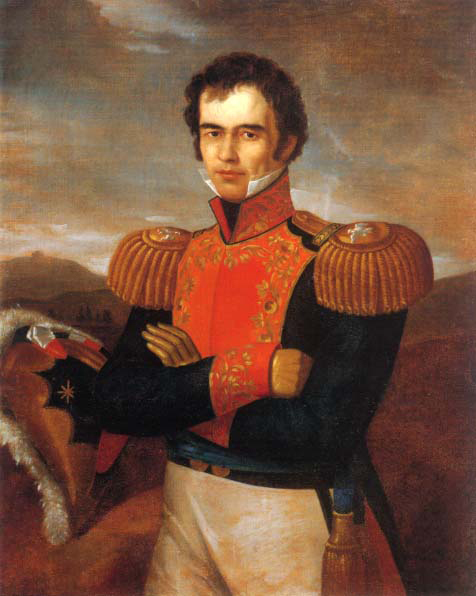
Guadalupe Victoria

- 1786: Guadalupe Victoria (José Miguel Ramón Adaucto Fernández-Félix), militar mexicano, 1.° presidente entre 1824 y 1829 (f. 1843).
- 1812: Elizabeth Gaskell, novelista británica (f. 1865).
- 1838: Henry Hobson Richardson, arquitecto estadounidense (f. 1886).
- 1844: Miguel Juárez Celman, político argentino, presidente de Argentina entre 1886 y 1890 (f. 1909).
- 1845: Miguel Ahumada, militar y político mexicano (f. 1916).
- 1855: Miguel Cárdenas de los Santos, abogado y político mexicano (f. 1930).
- 1861: Julio Montt Salamanca, militar chileno (f. 1882).
- 1864: Miguel de Unamuno, filósofo y escritor español (f. 1936).
- 1866: José Gálvez Ginachero, ginecólogo español (f. 1952).
- 1867: Walther Rathenau, industrial y político alemán (f. 1922).
- 1867: Irene Alba, actriz española (f. 1930).
- 1869: Miguel Lerdo de Tejada, músico y compositor mexicano (f. 1941).[7]
- 1881: Ludwig von Mises, economista austríaco (f. 1973).
- 1895: Héctor Basaldúa, pintor y escenógrafo argentino (f. 1976).
- 1899: Ladislao Biró, inventor y periodista argentino nacido en Hungría (f. 1985).
- 1900: Miguel Alemán Valdés, político mexicano, presidente de México entre 1946 y 1952 (f. 1983).
- 1901: Enrico Fermi (53), físico italiano, premio nobel de física en 1938 (f. 1954).
- 1901: Giuseppe Lanza del Vasto, poeta, artista y pacifista italiano (f. 1981).
- 1904: Greer Garson, actriz estadounidense (f. 1996).
- 1907: Gene Autry, cantante y actor estadounidense (f. 1998).
- 1908: Eddie Tolan, atleta estadounidense (f. 1967).
- 1910: Virginia Bruce, actriz estadounidense (f. 1982).
- 1912: Michelangelo Antonioni, cineasta italiano (f. 2007).
- 1912: Pere Calders, escritor español  (f. 1994).
- 1913: Miguel Fisac, arquitecto español (f. 2006).
- 1913: Ramón de Garciasol, poeta español (f. 1994).
- 1913: Trevor Howard, actor británico (f. 1988).
- 1913: Stanley Kramer, cineasta estadounidense (f. 2001).
- 1916: Antonio Buero Vallejo, dramaturgo español (f. 2000).
- 1917: Cuchi Leguizamón (Gustavo Leguizamón), compositor y pianista folclórico argentino (f. 2000).
- 1919: Roque Carranza, político, dirigente estudiantil reformista, ingeniero y economista argentino (f. 1986), miembro de la Unión Cívica Radical; a los 33 años perpetró el atentado terrorista de la Plaza de Mayo de 1953; el presidente radical Raúl Alfonsín lo premió nombrándolo ministro de Defensa y ministro de Obras Públicas.
- 1920: Peter Dennis Mitchell, bioquímico británico (f. 1992).
- 1920: Václav Neumann, director de orquesta, violinista y violista checo (f. 1995).
- 1922: Alexandr Zinoviev, filósofo, sociólogo y novelista ruso (f. 2006).
- 1924: Steve Forrest, actor estadounidense (f. 2013).
- 1924: Bernard Pottier, lingüista francés.
- 1929: William M. Feehan, bombero y militar estadounidense (f. 2001).
- 1930: Richard Bonynge, pianista y director de orquesta australiano.
- 1930: Montserrat Tresserras i Dou, nadadora española (f. 2018).
- 1931: Anita Ekberg, actriz sueca (f. 2015).
- 1931: James Cronin, físico nuclear estadounidense, premio nobel de física en 1980 (f. 2016).
- 1932: Robert Benton, cineasta y guionista estadounidense.
- 1932: Heber Raviolo, profesor, crítico literario y editor uruguayo (f. 2013).
- 1932: Rainer Weiss, físico estadounidense.
- 1933: Samora Machel, político mozambicano, presidente entre 1975 y 1986 (f. 1986).
- 1935: Jerry Lee Lewis, cantante estadounidense (f. 2022).
- 1936: Silvio Berlusconi, político, empresario, inversor y magnate de medios italiano (f. 2023).
- 1936: James Frawley, cineasta estadounidense.
- 1938: Wim Kok, político neerlandés.
- 1940: Nicola di Bari, cantante italiano.
- 1942: Felice Gimondi, ciclista italiano.
- 1942: Madeline Kahn, actriz estadounidense (f. 1999).
- 1942: Ian McShane, actor británico.
- 1942: Jean-Luc Ponty, violinista francés.
- 1942: Quique Villanueva, cantante argentino (f. 1997).
- 1943: Luis Carlos Galán, político colombiano (f. 1989).
- 1943: Mohammad Jatamí, político iraní.
- 1943: Ángel Uribe, futbolista peruano (f. 2008).
- 1943: Lech Wałęsa, presidente polaco.
- 1943: Iván Zulueta, diseñador y cineasta español (f. 2009).
- 1944: Mike Post, compositor estadounidense.
- 1945: Alicia Bruzzo, actriz argentina (f. 2007).
- 1947: Martin Ferrero, actor estadounidense.
- 1948: Mark Farner, guitarrista estadounidense, de la banda Grand Funk Railroad.
- 1948: Theo Jörgensmann, clarinetista y compositor alemán de jazz.
- 1949: Giórgos Ntaláras, cantante griego.
- 1949: Anton Mang, piloto de motociclismo alemán.
- 1950: Miguel Gallardo, cantautor y productor musical español (f. 2005).
- 1951: Michelle Bachelet, política y médica chilena, presidenta de Chile entre 2006- 2010 y 2014-2018.
- 1951: Andrés Caicedo, escritor colombiano (f. 1977).
- 1951: Manuel Pizarro, economista y político español.
- 1953: Jean-Claude Lauzon, cineasta canadiense (f. 1997).
- 1954: Patricia Allende, fotógrafa española.
- 1954: Gloria Zapata, actriz colombiana.
- 1954: Masoud Pezeshkian, político iraní, presidente de Irán desde 2024.
- 1956: Sebastian Coe, atleta británico.
- 1957: Miguel Ángel Sola, futbolista y entrenador español.
- 1958: Mick Harvey, músico australiano.
- 1959: Jon Fosse, escritor y dramaturgo noruego, premio nobel de literatura en 2023.
- 1961: Julia Gillard, primera ministra australiana.
- 1962: Néstor Clausen, futbolista argentino.
- 1962: Ivo Cutzarida, actor argentino.
- 1962: Al Pitrelli, músico estadounidense, de la banda Megadeth.
- 1963: Les Claypool, bajista estadounidense, de la banda Primus.
- 1964: Miguel Moly, compositor, productor y cantante venezolano.
- 1965: Boris Izaguirre, escritor, guionista y presentador de radio y TV venezolano.
- 1967: Brett Anderson, cantautor británico, de la banda Suede.
- 1967: Miki Nadal, actor español.

Mara Lezama Espinosa

- 1968: Mara Lezama Espinosa, política mexicana.
- 1969: O. J. Brigance, exjugador estadounidense de fútbol americano, enfermo de ELA.
- 1970: Nicolas Winding Refn, cineasta danés
- 1971: Lisandro Arbizu, jugador de rugby argentino.
- 1971: Mackenzie Crook, actor y comediante británico.
- 1972: Oliver Gavin, piloto de automovilismo británico.
- 1974: Alexis Cruz, actor estadounidense.
- 1974: Jony Rahal, político venezolano.
- 1975: Albert Celades, futbolista hispanoandorrano.
- 1975: María Isasi, actriz española.
- 1976: Darren Byfield, futbolista jamaicano.
- 1976: Óscar Sevilla, ciclista español.
- 1976: Ninel Conde, cantante y actriz mexicana.
- 1976: Andriy Shevchenko, futbolista ucraniano.
- 1977: Debelah Morgan, cantante estadounidense.
- 1977: Claudia Soberón, actriz y cantante mexicana.
- 1977: Sasha Rionda. presentadora mexicana.
- 1978: Jaime Lozano, futbolista y director técnico mexicano.
- 1978: Mun In-guk, futbolista norcoreano.
- 1978: Sergio Órteman, futbolista uruguayo.
- 1980: Dallas Green, músico canadiense, de la banda Alexisonfire.
- 1980: Zachary Levi, actor estadounidense.
- 1980: Chrissy Metz, actriz y cantante estadounidense.
- 1981: Siarhei Rutenka, balonmanista bielorruso.
- 1981: Shane Smeltz, futbolista neozelandés.
- 1982: Víctor Clark, político venezolano, Gobernador de Falcón desde 2017.
- 1984: Per Mertesacker, futbolista alemán.
- 1985: Dani Pedrosa, piloto de motociclismo español.
- 1987: Josh Farro, músico estadounidense, exmiembro de la banda Paramore.
- 1988: Kevin Durant, baloncestista estadounidense.
- 1988: Alexander Volkanovski, luchador de artes marciales mixtas australiano.
- 1988: Samuel Di Carmine, futbolista italiano.
- 1989: Yevhen Konoplianka, futbolista ucraniano.
- 1989: Andrea Poli, futbolista italiano.
- 1993: Lee Hong Bin, cantante surcoreano.
- 1993: Omar Kamal, futbolista egipcio.
- 1994: Halsey, cantante estadounidense.
- 1994: Andy Polo, futbolista peruano.
- 1999: Choi Ye-na, cantante surcoreana.
- 2000: Kevin Castaño, futbolista colombiano.
- 2008: Emma Tallulah Behn, aristócrata noruega.

## Fallecimientos
- 855: Lotario I, emperador franco (n. 795).
- 911: Luis IV de Alemania, último legislador carolingio de los francos (n. 893).
- 1360: Juana I de Auvernia, reina francesa (n. 1326).
- 1560: Gustavo I, rey sueco entre 1523 y 1560 (n. 1496).
- 1637: Lorenzo Ruiz, mártir y beato filipino (n. 1600).
- 1703: Charles de Saint-Evremond, político francés (n. 1613).
- 1719: Jean Orry, economista y político francés (n. 1652).
- 1796: Luis de Córdova, militar español (n. 1706).
- 1816: Manuel Verdugo y Albiturría (el Obispo Verdugo), religioso español (n. 1749).
- 1833: Fernando VII (48), rey español (n. 1784).
- 1839: Friedrich Mohs, geólogo y mineralogista alemán (n. 1773).
- 1861: Tekla Bądarzewska, compositora polaca (n. 1834?)
- 1863: Pascual Maria Estruch, abogado español (n. 1787).
- 1885: Niceto de Zamacois, escritor e historiador español afincado en México (n. 1820).
- 1892: Felipe Picatoste, matemático, pedagogo, periodista, político y polígrafo español (n. 1834).
- 1902: Emile Zolá (62), escritor francés (n. 1840).
- 1908: Joaquim Machado de Assis, escritor brasileño (n. 1839).
- 1910: Winslow Homer, pintor estadounidense (n. 1836).
- 1911: Julius von Michel, oftalmólogo alemán (n. 1843).
- 1913: Rudolf Diesel, ingeniero alemán, inventor de los motores de combustión interna (n. 1858).
- 1924: Ragna Nielsen, educadora y política noruega (n. 1845).
- 1925: Léon Bourgeois, político francés, premio nobel de la paz en 1920 (n. 1851).
- 1930: Iliá Repin, pintor ruso (n. 1844).
- 1931: William Orpen, pintor irlandés (n. 1878).
- 1956: Anastasio Somoza García, militar y presidente nicaragüense (n. 1896).
- 1962: Carlos de Rokha, poeta chileno (n. 1920).
- 1966: Seki Sano, actor japonés (n. 1905).
- 1967: Carson McCullers (50), escritora estadounidense (n. 1917).
- 1971: Miguel Ángel Builes, obispo colombiano (n. 1888).
- 1973: W. H. Auden, poeta británico (n. 1907).
- 1979: Francisco Macías Nguema, político ecuatoguineano (n. 1924).
- 1981: Bill Shankly, futbolista británico y técnico del Liverpool FC (n. 1913).
- 1987: Henry Ford II, fabricante estadounidense de autos (n. 1917).
- 1988: Charles Addams, dibujante estadounidense de historietas (n. 1912).
- 1996: Shūsaku Endō, escritor japonés (n. 1923).
- 1997: Roy Lichtenstein, pintor, artista gráfico y escultor estadounidense (n. 1923).
- 1999: Gustavo Leigh, militar chileno (n. 1934).
- 2000: Pierre Trudeau, primer ministro canadiense (n. 1919).
- 2001: Nguyên Van Thieu, militar y político vietnamita, presidente de Vietnam entre 1967 y 1975 (n. 1923).
- 2002: Rafael Santos Torroella, crítico de arte, traductor, poeta y dibujante español (n. 1914).
- 2004: Richard Sainct, piloto de rallis francés; accidente automovilístico (n. 1970).
- 2005: Enric Gensana, futbolista español (n. 1936).
- 2007: Lois Maxwell, actriz canadiense (n. 1927).
- 2010: Georges Charpak, ingeniero y físico francés, premio nobel de física en 1992 (n. 1924).
- 2010: Tony Curtis, actor de cine estadounidense (n. 1925).
- 2011: Hella Haasse, escritora neerlandesa (n. 1918).
- 2012: Carlos Büsser, militar argentino (n. 1928).
- 2014: Miguel Boyer, economista, político y empresario español (n. 1939).
- 2014: Luis Nishizawa Flores, pintor mexicano (n. 1918).
- 2016: Raúl Garello, bandoneonista, compositor y director de tango argentino (n. 1936).
- 2018: Otis Rush, músico estadounidense (n. 1935).
- 2020: Sabah Al-Ahmad Al-Yaber Al-Sabah, diplomático y político kuwaití, emir de Kuwait entre 2006 y 2020 (n. 1929).
- 2021: Baldramina Flores, escritora y activista chilena (n. 1924).
- 2023: Nano Guerra-García, empresario y político peruano (n. 1963).
- 2024: Juan Carlos Rodríguez Agudelo, militar, criminal y paramilitar colombiano (n. 1969).

## Celebraciones
- Día Mundial del Corazón. Iniciativa de la Federación Mundial del Corazón, que instituyó la fecha en 2000 y calcula que las enfermedades cardíacas matan cada año a más de 17 millones de personas en todo el mundo.
- Día Internacional de Concienciación sobre la Pérdida y el Desperdicio de Alimentos.
- Día Mundial de las Personas Sordas. El último sábado o domingo de septiembre. Culmina la Semana de la Sordera.
- Día Mundial de la Trombocitopenia Inmune Primaria o Púrpura Trombocitopénica Idiopática (PTI, en inglés ITP). Es una enfermedad rara e autoinmune que afecta a niños y adultos, caracterizada por la disminución del recuento de plaquetas, ocasionando la aparición de hemorragias y hematomas que son difíciles de controlar.

 Por países
(Por orden alfabético)
- Argentina: 
  - Día del Inventor.[8]En conmemoración del nacimiento de Ladislao José Biro, creador del bolígrafo o «birome».
  - Día del Diplomático Argentino.[9][10]
Recuerda, desde 1962, que Juan XXIII instauró esta fecha por ser el día del Arcángel Gabriel, figura reconocida en los textos de diferentes credos como el «portador de la palabra».
  - Día de la Concientización sobre las Pérdidas y Desperdicio de Alimentos.[11]
Por Resolución Nº44/2019 del Ministerio de Agricultura, Ganadería y Pesca.
  -  Día de la Aviación de Transporte Militar y del Tripulante de Transporte Aéreo.
Instituido en 2004 por el Jefe de Estado Mayor General de la Fuerza Aérea Argentina (Resolución Nº895/04).
    -  Misiones: 
      - Día Provincial de la reducción de la pérdida y desperdicios de alimentos. (Ley XVII Nº110).
      - Aniversario de Eldorado.[12]
Fundación: 29 de septiembre de 1919 (105 años).

- Chile: 
  - Aniversario de Tocopilla.
Fundación: 29 de septiembre de 1843 (181 años).

- Costa Rica
  - Celebración tradicional del Cantón de Siquirres.[13]

- El Salvador: 
  - Día del Odontólogo.

- Estados Unidos: 
  - Día Nacional del Café.
(en inglés: Coffee Day).[14]
  - Día Nacional de Starbucks. Aniversario de la primera tienda en 1971 (53 años), de la cadena internacional que comercializa café.

- Honduras: 
  - Aniversario de Tegucigalpa.[15]
29 de septiembre de 1578: fundación española (446 años).

- México
  - Día Nacional del Maíz.[16]
  - Día del Literato. En conmemoración del nacimiento de Miguel de Cervantes Saavedra, el 29 de septiembre de 1547 (hace ya 477 años).
    - Unión Hidalgo, Municipio de Oaxaca: Fundación del pueblo y su ascenso a la categoría de Municipio Libre en el año 1882(hace ya 142 años).

- Paraguay: 
  - Día de la Batalla de Boquerón.[17]El enfrentamiento se desarrolló entre el 9 y el 29 de septiembre de 1932 (hace ya 92 años) durante la Guerra del Chaco entre Paraguay y Bolivia.

- República Dominicana: 
  - Día Nacional del los Derechos del Niño.[18]

- Uruguay: 
  - Día del Consultor.

### Santoral católico

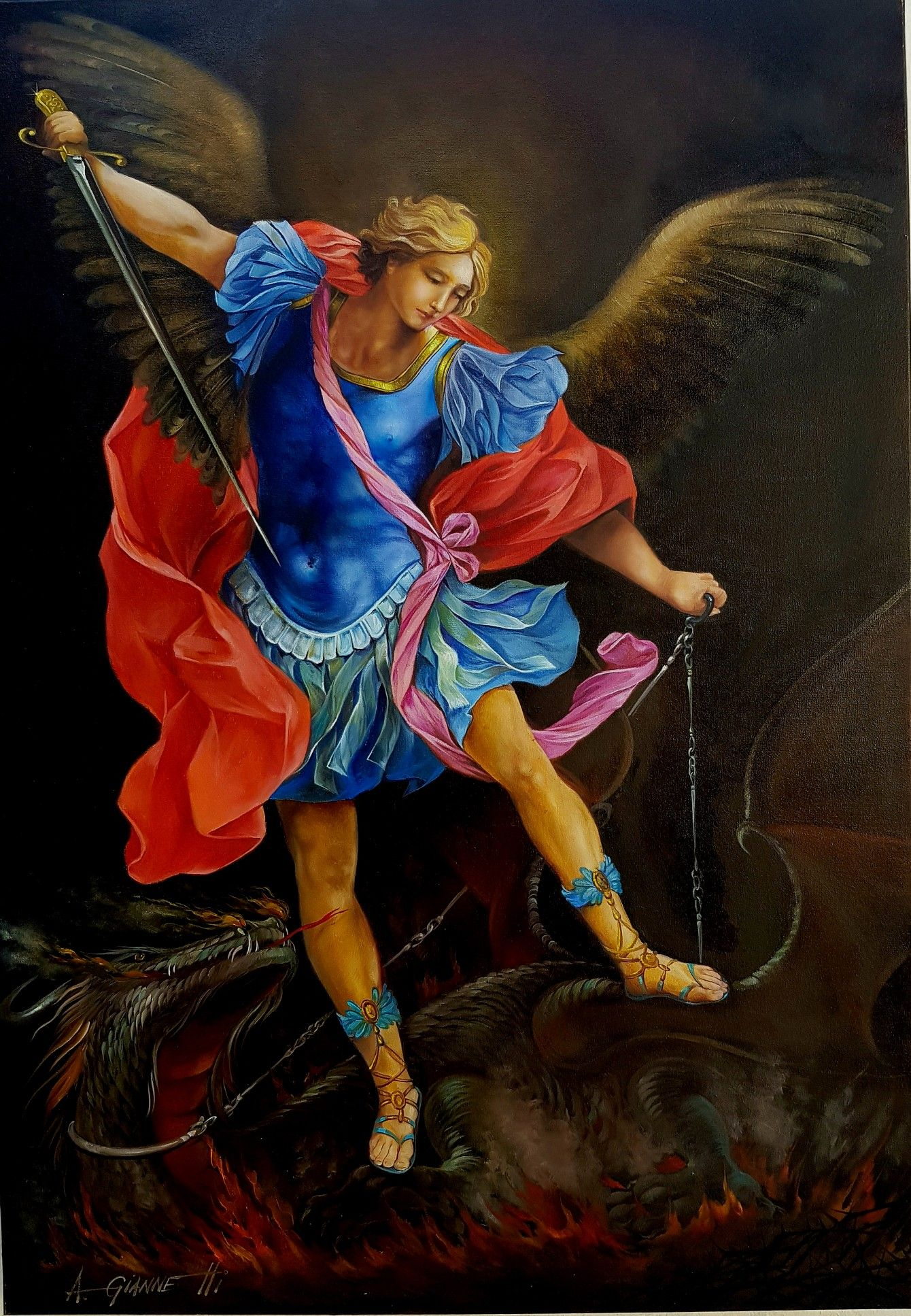
San Miguel, arcángel y jefe de los ejércitos de Dios.

- Santos Miguel, Gabriel y Rafael, arcángeles.[19][20]
- San Eutiquio de Tracia, obispo y mártir (s. III);
- Santas Rípsimes, Gayana y compañeras de Valeroctista, mártires (s. IV);
- San Fraterno de Auxerre, obispo (f. 450);
- San Quiríaco de Palestina, anacoreta (f. 557);
- San Liudwino de Tréveris, obispo (f. 717);
- San Adelrico de Ufnau, presbítero y eremita (s. X);
- San Mauricio de Carnoet, abad (f. 1191);
- Beato Juan de Montmirail, monje (f. 1217);
- Beato Carlos de Blois (f. 1364);
- Beato Nicolás de Furca Palena, presbítero (f. 1449);
- San Juan de Dukla, presbítero (f. 1484);
- Santos Miguel Aozaraza, Guillermo Courtet, Vicente Shiwozuka, Lázaro de Kyoto y Lorenzo de Manila Ruiz, mártires (f. 1636);
- San Renato Goupil, mártir (f. 1642);
- Beato Jaime Mestre Iborra, presbítero y mártir (f. 1936);
- Beatos Pablo Bori Puig y Vicente Sales Genovés, mártires (f. 1936);
- Beato Darío Hernández Morató, presbítero y mártir (f. 1936);
- Beato Francisco de Paula Castelló i Aleu, mártir (f. 1936).

 Por países
(Por orden alfabético)
- España
  - Celebran fiesta y fiesta patronal en honor del Arcángel San Miguel las siguientes poblaciones:
    -  Andalucía
      - Aguilar de la Frontera (Córdoba). Aldeaquemada (Jaén). Arcos de la Frontera (Cádiz). Armilla (Granada). Benarrabá (Málaga). Cañete de las Torres (Córdoba): Feria Real. Cástaras (Granada). Celín (Dalías, Almería). Cúllar Vega (Granada). Fuente Obejuna (Córdoba). Gualchos (Granada). Istán (Málaga). Jabugo (Huelva). Lora de Estepa (Sevilla). Mecina Bombarón (Alpujarra de la Sierra, Granada). Murtas (Granada). Nacimiento (Almería). Partaloa (Almería). Pulpí (Almería). Torremolinos (Málaga). Úbeda (Jaén). Vélez-Málaga (Málaga). Villanueva de Córdoba (Córdoba).

    -  Aragón
      - Alacón (Teruel). Albalate de Cinca (Huesca). Alcalá del Obispo (Huesca). Alfajarín (Zaragoza). Arguis (Huesca). Belmonte de Gracián (Zaragoza). Bubierca (Zaragoza). Cabra de Mora (Teruel). Castiello de Jaca (Huesca). Chodes (Zaragoza). Estiche de Cinca (San Miguel de Cinca, (Huesca). Fayón (Zaragoza). Fuentes de Ebro (Zaragoza). Fuentespalda (Teruel). Grisén (Zaragoza). Huesa del Común (Teruel). La Portellada (Teruel). Lituenigo (Zaragoza). Mezalocha (Zaragoza). Montmesa (Lupiñen-Ortilla, Huesca). Mora de Rubielos (Teruel). Noguera de Albarracin (Teruel). Nonaspe (Zaragoza). Sodeto (Alberuela de Tubo, Huesca). Talamantes (Zaragoza). Torres de Albarracín. (Teruel). Valfarta (Huesca)). Valjunquera ((Teruel)). Vicién (Huesca). Vistabella (Zaragoza).

    -  Asturias
      - Barzana (Quirós). El Franco. La Garganta (Villanueva de Oscos). Trevias (Valdés)

    -  Baleares
      - Calonge (Santañí, Mallorca). Campanet (Mallorca). Llucmajor. San Cristóbal (Menorca). San Miguel de Balansat (San Juan Bautista, Ibiza).

    -  Canarias Tazacorte, La Palma
      - Breña Alta (La Palma). La Caldereta (La Oliva, Fuerteventura). San Cristóbal de La Laguna, (Tenerife). San Miguel de Abona (Tenerife). San Miguel de Geneto (San Cristóbal de La Laguna, Tenerife). Tuineje (Fuerteventura): Fiestas Juradas. Valsequillo de Gran Canaria (Gran Canaria)

    -  Cantabria
      - Camargo. Los Corrales de Buelna. Matamorosa (Campoo de Enmedio). Meruelo. Puente San Miguel (Reocín). Pesquera. Puente Viesgo. Rionansa. San Miguel de Aguayo. Suesa (Ribamontán al Mar)

    -  Castilla-La Mancha
      - Abengibre (Albacete). Alberche del Caudillo (Calera y Chozas, Toledo). Alovera (Guadalajara). Anchuras (Ciudad Real). Castejón de Henares (Guadalajara). Chinchilla de Montearagón (Albacete). Cogolludo (Guadalajara).Corral-Rubio (Albacete). Driebes (Guadalajara). El Ballestero (Albacete). Fresneda de la Sierra (Cuenca). Heras de Ayuso (Guadalajara). Huelves (Cuenca), Huertahernando (Guadalajara). Narboneta (Cuenca). Noves (Toledo). Ossa de Montiel (Albacete) Paterna del Madera (Albacete). Peñascosa (Albacete). Robledo del Mazo (Toledo). Tondos (Cuenca, Cuenca). Torrecilla de la Jara (Toledo). Torremocha de Jadraque (Guadalajara). Tragacete (Cuenca). Urda (Toledo). Valparaíso de Arriba (Campos del Paraíso, Cuenca). Villamanrique (Ciudad Real). Villaseca de Uceda (Guadalajara).

    -  Castilla y León
      - Ágreda (Soria). Albornos (Ávila). Alcaidón (Soto de la Vega, León). Aldea de San Miguel (Valladolid). Aldearrubia (Salamanca). Aldeaseca (Ávila). Aleje (Crémenes, León). Almendra (Salamanca). Ampudia (Palencia). Arlanzón (Burgos). Arcones (Segovia). Ayllón (Segovia). Béjar (Salamanca). Bobadilla del Campo (Valladolid). Bobia (Soto y Amío, León). Bocos de Duero (Valladolid). Cabanillas del Monte (Torrecaballeros Segovia). Canredondo de la Sierra (Garray, Soria). Cantalucia (Talveila, Soria). Cantiveros (Ávila). Carbajal de Rueda (Gradefes, León). Carracedo (Ayoo de Vidriales, Zamora). Cascajosa (Tardelcuende, Soria). Castil de Vela (Palencia). Castrillino (Villaquilambre, León). Castronuño (Valladolid). Castroserna de Abajo (Segovia). Celada del Camino (Burgos). Cidones (Soria). Cigudosa (Soria). Ciñera (La Pola de Gordón, León). Cuéllar (Segovia). Cuéllar de la Sierra (Ausejo de la Sierra, Soria). Cuevas de San Clemente (Burgos). Duruelo de la Sierra (Soria). El Hoyo de Pinares (Ávila). El Parral (Ávila). Fradellos, (Rabanales, Zamora). Frandovínez (Burgos). Fresno de la Fuente (Segovia). Fresno de Sayago (Zamora). Fuentecantos (Soria). Fuentepelayo (Segovia). Fuenterroble de Salvatierra (Salamanca). Fuentidueña (Segovia). Gáname (Bermillo de Sayago, Zamora), Gotarrendura (Ávila). Guisando (Ávila). Hontoria de la Cantera (Burgos). Ibeas de Juarros (Burgos). Íscar (Valladolid). Juzbado (Salamanca). Hontoria de Cerrato (Palencia). La Hija de Dios (Ávila). La Horcajada (Ávila). Langa de Duero (Soria). Languilla (Segovia), Mahamud (Burgos). Madrigal del Monte (Burgos). Manjabálago (Manjabálago y Ortigosa de Rioalmar, Ávila). Manzanal de los Infantes (Zamora). Martillán (Villar de Argañán, Salamanca). Mercadillo (Narrillos del Álamo, Soria). Miño de Medinaceli (Soria). Monterrubio de la Sierra (Salamanca). Muñopedro (Segovia). Nava de Sotrobal (Salamanca). Navalcaballo (Los Rábanos, Soria). Navalguijo (Navalonguilla, Ávila). Navaquesera (Ávila). Neila de San Miguel (Ávila). Olleros de Tera (Zamora) Olmedo (Valladolid). Paredesroyas (Gómara, Soria). Peleagonzalo (Zamora). Peñaranda de Bracamonte (Salamanca). Peñascosa (Albacete). Pineda-Trasmonte (Burgos). Piña de Campos (Palencia). Pitiegua (Salamanca). Portillejo (Quintanilla de Onsoña. Palencia). Rabanera del Campo (Cubo de la Solana, Soria). Riofrio de Riaza (Segovia). Romanillos de Medinaceli (Baraona, Soria). San Emiliano (León). San Miguel de Bernuy (Segovia). San Miguel de Corneja (Ávila). San Miguel de la Ribera (Zamora). San Miguel de las Dueñas (Congosto. León). San Miguel de Valero (Salamanca). San Miguel del Esla (San Cristóbal de Entreviñas, Zamora). San Miguel del Pino (Valladolid). San Millán de Lara (Burgos). San Pedro del Arroyo (Ávila). Santa Cecilia del Alcor (Palencia). Santiz (Salamanca). Sarracín de Aliste (Riofrío de Aliste, Zamora). Sebúlcor (Segovia). Sepúlveda (Segovia). Soto de la Vega (León). Sotosalbos (Segovia). Sotresgudo (Burgos). Talveila (Soria). Tarazona de Guareña (Salamanca). Tenzuela (Pelayos del Arroyo, Segovia). Tobes y Rahedo (Valle de las Navas, Burgos) Tornadizos de Ávila (Ávila). Tubilla del Lago (Burgos). Valdespina (Borjabad, Soria). Vega de Valdetronco (Valladolid). Villacalabuey (Villamol, León). Villacienzo (Villalbilla de Burgos, Burgos). Villaescusa la Sombría (Burgos). Villalba de los Llanos (Salamanca). Villanueva del Campillo (Ávila): Feria ganadera. Villaverde la Chiquita (Valdepolo, León). Villaobispo (Santibáñez de Vidriales, Zamora), Villarrin del Páramo (Urdiales del Páramo. León). Villarroquel (Cimanes del Tejar. León). Villatoro (Ávila). Zapardiel de la Cañada (Ávila). Zorita de la Frontera (Salamanca).

    -  Cataluña
      - Aguiló (Santa Coloma de Queralt, Tarragona). Albiol (Tarragona). Aleny (Calonge de Segarra, (Barcelona). Alforja (Tarragona): Fiesta Mayor. Almatret (Lérida). Almoster (Tarragona). Asentiú (Lérida): Fiesta Mayor. Bell Lloc (Lérida). Boldís Sobira (Lladorre, Lérida). Bresca (Bajo Pallars, Lérida). Castellar de Nuch (Barcelona). Castelltallat (San Mateo de Bages, Barcelona). Castellví de Rosanes (Barcelona): Fiesta pequeña.  Cerviá (Lérida): Fiesta Mayor. Ciutadilla (Lérida). Colera (Gerona): Fiesta Mayor. Fontllonga (Camarasa Fontllonga, Lérida): Fiesta Mayor. Freixinet (Riner, Lérida). Garrigás (Gerona): Fiesta Mayor. Lérida. Hostalrich (Gerona). El Lloar (Tarragona): Fiesta mayor pequeña. Lloberola (Biosca, Lérida). Margalef de Montsant (Tarragona). Masías de Roda (Barcelona).  Molins de Rey (Barcelona): Fiesta Mayor. Montcortés (Bajo Pallars, Lérida). Montpol (Lladurs, Lérida). Montroig (Tarragona). Omellóns (Lérida).  Orpi (Barcelona): Fiesta Mayor. Os de Balaguer (Lérida): Fiesta Mayor. Palol de Rebardit (Gerona): Fiesta Mayor. Peramola (Lérida): Fiesta Mayor. Pla de Manlleu (Aiguamurcia, Tarragona). Pradell (Tarragona). Rubió de Dalt y Rubió del Mig (Foradada, Lérida). Rupit (Rupit y Pruit, Barcelona). San Miguel de Campmajor (Gerona). San Miguel de Fluviá (Gerona): Fiesta Mayor. Seana (Bellpuig, Lérida). Segur de Calafell (Calafell, Tarragona) Seriñá (Gerona): Romería de San Miguel Sesvinyes. Tartareu (Les Avellanes y Santa Liña, Tarragona), Tivenys (Tarragona): Fiesta Mayor. Torroja del Priorato (Tarragona): Fiesta Mayor. Vallfogona de Balaguer (Lérida). Vallromanes (Barcelona). Ventalló (Gerona): Fiesta Mayor. Vespella (Tarragona). Viella (Viella y Medio Arán, Lérida). Vilamós (Lérida). Vilaplana (Baronía de Rialp, Lérida). Vilar de Cabó (Cabó, Lérida): Fiesta Mayor. Vilasana (Lérida): Fiesta Mayor. Viver (Viver y Serrateix, Barcelona).

    -  Extremadura
      - Barquilla de Pinares (Talayuela, Cáceres). Cabeza del Buey (Badajoz). Cabrero (Cáceres). Ceclavín (Cáceres). Llerena (Badajoz). Navalmoral de la Mata (Cáceres). Palomero (Cáceres). Robledillo de la Vera (Cáceres). San Vicente de Alcántara (Badajoz): Fiesta de San Miguel y Fiestas del Corcho. Solana de Cabañas (Cabañas del Castillo, Cáceres). Tejeda de Tiétar (Cáceres). Torrejón el Rubio (Cáceres): Fiesta de los San Migueles. Valdecaballeros (Badajoz): Feria de ganado. Vivares (Don Benito, Badajoz). Zarza de Montánchez (Cáceres).

    -  Galicia
      - Campo Lameiro (Pontevedra). Culleredo (La Coruña). Filgueira de Traba (Oza-Cesures, La Coruña). Marín (Pontevedra). Monterroso (Lugo). Pastoriza (Arteijo La Coruña). Puenteareas (Pontevedra). San Miguel de Presaras (Vilasantar, La Coruña). Villaeimil (Puente Nuevo-Vilaodrid, Lugo).

    -  La Rioja
      - Cuzcurrita de Río Tirón. Foncea. Navarrete. Ocón. Rincón de Soto.

    -  Madrid
      - Guadarrama. La Acebeda. Las Rozas de Madrid. Mangirón (Puentes Viejas). Navarredonda y San Mamés. Pedrezuela. Pinilla del Valle. Villalbilla. Villamantilla.

    -  Murcia
      - Moratalla: Feria de San Miguel.

    -  Navarra
      - Aoiz. Arraiza (Zabalza). Arriba (Araiz). Badostáin (Valle de Egüés). Beramendi (Basaburúa Mayor). Cárcar. Corella. Cortes. Ecala (Amescoa Baja). Eslava. Espronceda. Ilarregui (Ulzama). Ilzarbe (Ollo). Izalzu. Larraga. Marcaláin (Juslapeña). Mendívil (Olóriz). Noáin. Olazagutía: Fiestas pequeñas. Olcoz (Biurrun-Olcoz). Orcoyen. Oteiza. Sagüés (Cizur). Salinas de Oro. Úcar. Urroz de Santesteban. Yanci. Zarrantz (Imoz). Zía (Iza). Zuasti (Iza). Zufía (Metauten).

    -  Comunidad Valenciana
      - Agrés (Alicante). Albaida (Valencia). Alcudia de Veo (Castellón). Alquería de Aznar (Alicante). Altura (Castellón). Arañuel (Castellón). Bellreguart (Valencia). Burjasot (Valencia). Canet lo Roig (Castellón). Carrícola (Valencia). Catarroja (Valencia). Cotes (Valencia). Culla (Castellón). Daya Nueva (Alicante). Enguera (Valencia). Jalance (Valencia). Liria (Valencia). Lucena del Cid (Castellón). Onda (Castellón). Puebla de San Miguel (Valencia). Puebla Tornesa (Castellón).  Redován (Alicante). Salem (Valencia). San Miguel de Salinas. (Alicante). Soneja (Castellón). Tous (Valencia). Villafamés (Castellón): Fiesta de Sant Miquel de Veremes. Villajoyosa (Alicante). Viver (Castellón).

    -  País Vasco
      - Aizarnazábal (Guipúzcoa). Alzaga (Guipúzcoa). Amoroto (Vizcaya). Arechavaleta (Guipúzcoa): Fiesta de los San Migueles. Basauri (Vizcaya). Beotegui (Ayala, Álava)). Costera (Ayala, Álava). Éibar (Guipúzcoa)): Fiesta de San Miguel de Aguinaga. Ereño (Vizcaya): Fiesta de los Sanmigueles. Gaínza (Guipúzcoa). Irura (Guipúzcoa). Lauquíniz (Vizcaya). Marquina-Jeméin (Vizcaya). Mendata (Vizcaya). Murguía (Zuya, Álava). Oñate (Guipúzcoa): Fiesta de los San Migueles. Urnieta (Guipúzcoa). Yurreta (Vizcaya). Zuya (Álava).

  - Celebran fiesta y fiesta patronal en honor del Arcángel San Rafael las siguientes poblaciones:
    -  Andalucía
      - Isla Mayor (Sevilla). El Pampanico (El Ejido, Almería).

    -  Castilla-La Mancha
      - Hellín (Albacete).

    -  Castilla y León
      - San Rafael (El Espinar, Segovia)

    -  Extremadura
      - San Rafael de Olivenza (Olivenza, Badajoz))

  - Celebran fiesta o feria las siguientes poblaciones
    - Alfarnatejo (Málaga): Festividad en honor al Cristo de Cabrilla.
    - Encinas Reales (Córdoba): Fiesta en honor a Nuestro Padre Jesús de las Penas
    - La Bordeta (Arrés, Lérida)
    - La Preñanosa (Cervera, Lérida)
    - Lijar (Almería): Festividad en honor a San Blas.
    - Montalbo (Cuenca): Festividad en honor a Jesús de la Columna.
    - Montearagón (Toledo): Feria Medieval del Vino.
    - Mosarejos (Recuerda, Soria)
    - Navarredonda de Gredos (Ávila): Festividad en honor a Nuestra Señora de las Nieves.
    - Perdices (Viana de Duero, Soria).
    - Riudellots de la Selva (Gerona): Fiesta Mayor.
    - Táliga (Badajoz): Festividad en honor Nuestra Señora de los Santos.
    - Urda (Toledo): Festividad en honor al Santísimo Cristo de la Vera-Cruz.
    - Villanuño de Valdavia (Palencia): Festividad en honor a Santa Eugenia.
    - Vinaroz (Castellón): conmemoración de la Carta de la Población

- México
  - Fiesta patronal en honor a san Miguel Arcángel, en la localidad de San Miguel Tecpan (de 800 habitantes).